# Frecuencia crítica
La Frecuencia crítica es la frecuencia a partir de la cual un obstáculo rígido empieza a absorber parte de la energía de las ondas incidentes. Esta frecuencia crítica, así mismo, dependerá del espesor del obstáculo. A mayor espesor, la frecuencia incidente tendrá menor capacidad de penetración.
Según la teoría, cuando una onda llega a una medio rígido se refleja totalmente. Eso sucedería con una pared rígida ideal. No obstante, en la realidad, ninguna sustancia es completamente rígida. 
Cuando una onda mecánica se encuentra con un obstáculo rígido, parte de la energía que transporta logra atravesarlo y es absorbida por el material. La cantidad de energía absorbida dependerá de la frecuencia de la onda.
- Datos: Q5868921